# Parigi-Roubaix femminile 2023
La Parigi-Roubaix femminile 2023, terza edizione della corsa e valevole come decima prova dell'UCI Women's World Tour 2023 categoria 1.WWT, si svolse l'8 aprile 2023 su un percorso di 145,4 km, con partenza da Denain e arrivo a Roubaix, in Francia. La vittoria andò alla canadese Alison Jackson, la quale completò il percorso in 3h42'56", alla media di 39,133 km/h, precedendo l'italiana Katia Ragusa e la belga Marthe Truyen.
Sul traguardo di Roubaix 104 cicliste, delle 140 partite da Denain, portarono a termine la competizione.

## Squadre e corridori partecipanti
| N.      | Cod. | Squadra                   |
| ------- | ---- | ------------------------- |
| 1-6     | TFS  | Trek-Segafredo            |
| 11-16   | SDW  | Team SD Worx              |
| 21-26   | CSR  | Canyon-SRAM Racing        |
| 31-36   | FDJ  | FDJ-Suez                  |
| 41-46   | JVW  | Team Jumbo-Visma          |
| 51-56   | DSM  | Team DSM                  |
| 61-66   | WNT  | Ceratizit-WNT Pro Cycling |
| 71-75   | MOV  | Movistar Team Women       |
| 81-86   | LIV  | Liv Racing TeqFind        |
| 91-96   | UAD  | UAE Team ADQ              |
| 101-106 | COF  | Cofidis Women Team        |
| 111-116 | PHV  | Parkhotel Valkenburg      |

| N.      | Cod. | Squadra                           |
| ------- | ---- | --------------------------------- |
| 121-126 | AGS  | AG Insurance-Soudal Quick-Step    |
| 131-136 | TIB  | EF Education-Tibco-SVB            |
| 141-146 | ARK  | Arkéa Pro Cycling Team            |
| 151-156 | UXT  | Uno-X Pro Cycling Team            |
| 161-166 | ZAF  | Zaaf Cycling Team                 |
| 171-176 | DRP  | Lifeplus Wahoo                    |
| 181-186 | JAY  | Team Jayco AlUla                  |
| 191-196 | HPW  | Human Powered Health              |
| 201-205 | CGS  | Israel Premier Tech Roland        |
| 211-216 | AUB  | St Michel-Mavic-Auber93 WE        |
| 221-226 | FED  | Fenix-Deceuninck                  |
| 231-236 | SRC  | Stade Rochelais Charente-Maritime |

## Ordine d'arrivo (Top 10)
| Pos. | Corridore       | Squadra   | Tempo    |
| ---- | --------------- | --------- | -------- |
| 1    | Alison Jackson  | EF        | 3h42'56" |
| 2    | Katia Ragusa    | Liv       | s.t.     |
| 3    | Marthe Truyen   | Fenix     | s.t.     |
| 4    | Eugénie Duval   | FDJ       | s.t.     |
| 5    | Marion Borras   | St Michel | s.t.     |
| 6    | Marta Lach      | Ceratizit | a 3"     |
| 7    | Lotte Kopecky   | SD Worx   | a 12"    |
| 8    | Pfeiffer Georgi | DSM       | s.t.     |
| 9    | Chiara Consonni | UAE       | s.t.     |
| 10   | Marianne Vos    | Jumbo     | s.t.     |